# Apache (Musiker)
Apache (* 26. Dezember 1964 in Jersey City, New Jersey als Anthony Peaks; † 22. Januar 2010 in Bethlehem, Pennsylvania) war ein US-amerikanischer Rapper aus dem Umfeld der Flavor Unit, der Posse um Queen Latifah.

## Leben und Karriere
Sein Debütalbum Apache Ain’t Shit erschien 1993 bei Tommy Boy Records bzw. Flavor Unit Records. Der größte Hit dieses Albums war der Song Gangsta Bitch. Auf dem Album sind außerdem Features weiterer bekannter Hip-Hop-Künstler: Nikki D auf Tonto und Who Freaked Who sowie Vinnie & Trech von Naughty by Nature auf Woodchuck. 1993 war Apache einer der Gäste auf 2Pacs Album Strictly 4 My N.I.G.G.A.Z. Zu hören ist er beim letzten Stück 5 Deadly Venomz.
Er starb im Januar 2010 nach langer Krankheit.

## Diskografie

### Studioalben
- 1993: Apache Ain’t Shit

### Singles
- 1993: Gangsta Bitch
- 1993: Do Fa Self